# Xavier Mercier
Xavier Mercier (Alès, 1989. július 25. –) francia labdarúgó, a belga RWD Molenbeek támadó középpályása.

## Pályafutása

### Klubcsapatokban
Korábban a Lesquin, a Guingamp (ahol hét alkalommal lépett pályára a Ligue 2-ben), a Beauvais, a KV Kortrijk, a Cercle Brugge és az OH Leuven csapatánál is játszott.

#### Ferencváros
2022 júniusában hat és fél év után távozott a belga bajnokságból a magyar bajnok Ferencvároshoz. Augusztus 14-én a Fehérvár elleni bajnoki mérkőzésen góllal és gólpasszal vette ki a részét a 4–0-s győzelemből.

## Sikerei, díjai
Cercle Brugge KSV
- Belga labdarúgó-bajnokság (másodosztály) bajnoka: 2018

 Ferencvárosi TC
- Magyar bajnok: 2022–23[4]